# Daniel Bachmann
Daniel Bachmann (Bécsújhely, 1994. július 9. –) osztrák labdarúgó, jelenleg a Watford játékosa. Posztját tekintve kapus.

## Karrier statisztika
2016. január 2.
| Klub                     | Szezon              | League              | League          | League | Kupa            | Kupa  | Ligakupa        | Ligakupa | Egyéb           | Egyéb | Nemzetközi      | Nemzetközi | Összesen        | Összesen |
| Klub                     | Szezon              | Bajnokság           | Pályára lépések | Gólok  | Pályára lépések | Gólok | Pályára lépések | Gólok    | Pályára lépések | Gólok | Pályára lépések | Gólok      | Pályára lépések | Gólok    |
| ------------------------ | ------------------- | ------------------- | --------------- | ------ | --------------- | ----- | --------------- | -------- | --------------- | ----- | --------------- | ---------- | --------------- | -------- |
| Stoke City               | 2014–15             | Premier League      | 0               | 0      | 0               | 0     | 0               | 0        | —               | —     | —               | —          | 0               | 0        |
| Stoke City               | 2015–16             | Premier League      | 0               | 0      | 0               | 0     | 0               | 0        | —               | —     | —               | —          | 0               | 0        |
| Stoke City               | Stoke Összesen      | Stoke Összesen      | 0               | 0      | 0               | 0     | 0               | 0        | —               | —     | —               | —          | 0               | 0        |
| Wrexham (kölcsönben)     | 2014–15             | Conference Premier  | 15              | 0      | 0               | 0     | —               | —        | 3               | 0     | —               | —          | 18              | 0        |
| Ross County (kölcsönben) | 2015–16             | Skót Premiership    | 1               | 0      | 0               | 0     | 1               | 0        | —               | —     | —               | —          | 2               | 0        |
| Bury (Kölcsönben)        | 2015–16             | League One          | 8               | 0      | 2               | 0     | 0               | 0        | —               | —     | —               | —          | 10              | 0        |
| Kölcsönben összesen      | Kölcsönben összesen | Kölcsönben összesen | 24              | 0      | 2               | 0     | 1               | 0        | 3               | 0     | 0               | 0          | 30              | 0        |
| Watford                  | 2017–18             | Premier League      | 0               | 0      | 0               | 0     | 0               | 0        | 0               | 0     | —               | —          | 0               | 0        |
| Karrier összesen         | Karrier összesen    | Karrier összesen    | 24              | 0      | 2               | 0     | 1               | 0        | 3               | 0     | 0               | 0          | 30              | 0        |